# National Board of Review Awards 2019
La 91ª edizione dei National Board of Review Awards si è tenuta l'8 gennaio 2020 a New York.
I vincitori sono stati annunciati il 3 dicembre 2019.

## Classifiche

### Migliori dieci film dell'anno
- 1917, regia di Sam Mendes
- Cena con delitto - Knives Out (Knives Out), regia di Rian Johnson
- C'era una volta a... Hollywood (Once Upon a Time... in Hollywood), regia di Quentin Tarantino
- Diamanti grezzi (Uncut Gems), regia di Josh Safdie e Benny Safdie
- Dolemite Is My Name, regia di Craig Brewer
- Jojo Rabbit, regia di Taika Waititi
- Le Mans '66 - La grande sfida (Ford v Ferrari), regia di James Mangold
- Richard Jewell, regia di Clint Eastwood
- Storia di un matrimonio (Marriage Story), regia di Noah Baumbach
- Waves, regia di Trey Edward Shults

### Migliori film stranieri
- Atlantique, regia di Mati Diop
- Dolor y gloria, regia di Pedro Almodóvar
- La donna dello scrittore (Transit), regia di Christian Petzold
- Ritratto della giovane in fiamme (Portrait de la jeune fille en feu), regia di Céline Sciamma
- La vita invisibile di Eurídice Gusmão (A vida invisível), regia di Karim Aïnouz

### Migliori cinque documentari
- Apollo 11, regia di Todd Douglas Miller
- The Black Godfather, regia di Reginald Hudlin
- Made in USA - Una fabbrica in Ohio (American Factory), regia di Steven Bognar e Julia Reichert
- Rolling Thunder Revue: A Bob Dylan Story by Martin Scorsese, regia di Martin Scorsese
- Wrestle, regia di Suzannah Herbert e Lauren Belfer

### Migliori dieci film indipendenti
- A proposito di Rose (Wild Rose), regia di Tom Harper
- The Farewell - Una bugia buona (The Farewell), regia di Lulu Wang
- Give Me Liberty, regia di Kirill Mikhanovsky
- Judy, regia di Rupert Goold
- The Last Black Man in San Francisco, regia di Joe Talbot
- Midsommar - Il villaggio dei dannati (Midsommar), regia di Ari Aster
- The Nightingale, regia di Jennifer Kent
- In viaggio verso un sogno - The Peanut Butter Falcon (The Peanut Butter Falcon), regia di Tyler Nilson e Michael Schwartz
- The Souvenir, regia di Joanna Hogg
- La vita nascosta - Hidden Life (A Hidden Life), regia di Terrence Malick

## Premi
- Miglior film: The Irishman, regia di Martin Scorsese
- Miglior regista: Quentin Tarantino per C'era una volta a... Hollywood (Once Upon a Time... in Hollywood)
- Miglior attore: Adam Sandler per Diamanti grezzi (Uncut Gems)
- Miglior attrice: Renée Zellweger per Judy
- Miglior attore non protagonista: Brad Pitt per C'era una volta a... Hollywood (Once Upon a Time... in Hollywood)
- Miglior attrice non protagonista: Kathy Bates per Richard Jewell
- Miglior sceneggiatura originale: Josh Safdie, Benny Safdie e Ronald Bronstein per Diamanti grezzi (Uncut Gems)
- Miglior sceneggiatura non originale: Steven Zaillian per The Irishman
- Miglior film d'animazione: Dragon Trainer - Il mondo nascosto (How to Train Your Dragon: The Hidden World), regia di Dean DeBlois
- Miglior performance rivelazione: Paul Walter Hauser per Richard Jewell
- Miglior regista esordiente: Melina Matsoukas per Queen & Slim
- Miglior film straniero: Parasite (Gisaengchung), regia di Bong Joon-ho
- Miglior documentario: Maiden, regia di Alex Holmes
- Miglior cast: Cena con delitto - Knives Out (Knives Out)
- Miglior fotografia: Roger Deakins per 1917
- NBR Icon Award: Martin Scorsese, Robert De Niro, Al Pacino
- Premio per la libertà di espressione: 
  - Alla mia piccola Sama (For Sama), regia di Waad al-Khateab e Edward Watts
  - Il diritto di opporsi (Just Mercy), regia di Destin Daniel Cretton